# Lake Augusta
Der Lake Augusta ist ein See im Zentrum des australischen Bundesstaates Tasmanien.
Er liegt im Zentrum des zentralen Hochlandes, westlich des Great Lake. Der Ouse River durchfließt den Ostteil des Sees und tritt an der Südostspitze aus. Dort liegt auch die Siedlung Bernacchi. Der James River, der im See in den Ouse River mündet, durchfließt den Lake Augusta in seiner gesamten West-Ost-Ausdehnung.